# Гарридо, Гонсало
Гонсало Андрес Гарридо Сентено (исп. Gonzalo Andrés Garrido Zenteno, род. 2 сентября 1973, Консепсьон) — чилийский шоссейный велогонщик. Многократный чемпион Чили. Участник летних Олимпийских игр 2008 и 2012 годов.

## Достижения
1997
3-й на Чемпионат Чили — групповая гонка
1999
3-й на Чемпионат Чили — групповая гонка
2000
2-й на Чемпионат Чили — групповая гонка
10-й этап на Вуэльта Чили
2001
Вуэльта Чили
3-й в генеральной классификации
горная классификация
2002
3-й этап на Вуэльта Чили
2003
 Чемпион Чили — групповая гонка
2004
3-й на Чемпионат Чили — групповая гонка
2006
 Чемпион Чили — групповая гонка
3b-й этап на Вуэльта чилийского Лидера
1-й этап на Вуэльта Сукре
2007
 Чемпион Чили — групповая гонка
2-й этап на Восхождение на Невадос-де-Чильян
2b-й этап на Вуэльта чилийского Лидера
2008
2-й на Чемпионат Чили — групповая гонка
2009
Тур дружбы Таити
1-й в генеральной классификации
5b-й  этап
2010
1-й этап на Восхождение на Невадос-де-Чильян
Тур дружбы Таити
1-й в генеральной классификации
1-й, 4-й, 8-й и 10-й этапы
2011
 Чемпион Чили — групповая гонка
 Чемпионат Чили — индивидуальная гонка
Вуэльта Чили
1-й в генеральной классификации
горная классификация
1-й, 2-й и 3-й этапы
Класика Сьюдад Эроика де Такна
1-й в генеральной классификации
2-й этап
2012
1-й этап на Вуэльта Чили
Вуэльта Льягости
Класика Сьюдад Эроика де Такна
1-й в генеральной классификации
2-й и 4-й этапы
1-й этап на Вуэльта Коста-Рики
2013
10-й этап на Вуэльта Мендосы
2013
 Южноамериканские игры — групповая гонка
2015
Вуэльта Лече
1-й в генеральной классификации
3-й этап
 Чемпион Чили — групповая гонка
2-й и 3-й этапы на Вуэльта Мауле Сентро
2017
 Чемпион Чили — групповая гонка

## Рейтинги
| Год                  | 2009  | 2010  | 2011   | 2012  | 2013  | 2014 | 2015  | 2016  | 2017  |
| -------------------- | ----- | ----- | ------ | ----- | ----- | ---- | ----- | ----- | ----- |
| Мировой рейтинг UCI  |       |       |        |       |       |      |       | 687-й | 946-й |
| Европейский тур UCI  | -     | -     | 1222-й | -     | -     | -    | -     | -     | -     |
| Американский тур UCI | 299-й | 298-й | 6-й    | 136-й | 130-й | -    | 113-й | 54-й  | 46-й  |
|                      |       |       |        |       |       |      |       |       |       |
| Источник: UCI        |       |       |        |       |       |      |       |       |       |